# بوب إيجرتون
بوب إيجرتون (بالإنجليزية: Bob Egerton)‏ هو لاعب اتحاد الرغبي أسترالي، ولد في 6 مارس 1963 في لاي في بابوا غينيا الجديدة.

## وصلات خارجية
- بوب إيجرتون عل موقع إسبنسكروم (الإنجليزية)